# Caple Donaldson
Caple Donaldson, conosciuto anche con il soprannome di Corntail, (5 ottobre 1966 – gennaio 2009), è stato un calciatore giamaicano, di ruolo attaccante.

## Biografia
Divenuto calciatore, militò nelle società calcistiche giamaicane del Rusea's e del Reno, con cui raggiunse anche la nazionale. Dopo il ritiro sviluppò una grave malattia mentale. Nel gennaio 2009 venne coinvolto presso Savanna-la-Mar in uno scontro con la polizia locale, venendo gravemente ferito e morendo poco dopo in ospedale.
In suo onore il Reno il 12 luglio 2009 ha ritirato la maglia numero 7, da lui indossata durante la sua militanza nel club.

## Carriera

### Club
Nella sua carriera agonistica Donaldson ha militato nel Rusea's e nel Reno. Con il Reno ha vinto tre campionati giamaicani.

### Nazionale
Donaldson ha militato nella nazionale di calcio della Giamaica, partecipando con i The Reggae Boyz alla CONCACAF Gold Cup 1991.

## Palmarès

### Competizioni nazionali
- Campionato giamaicano di calcio: 3

Reno: 1990, 1991, 1995